# Claudio Loderer
Claudio Loderer (* 6. September 1950 in Sorengo) ist ein Schweizer Ökonom.
Loderer studierte an der Universität Bern Wirtschaftswissenschaften und schloss dort 1976 sein Studium mit summa cum laude ab. Danach setzte er seine Studien und später seine akademische Tätigkeit in den Vereinigten Staaten fort. An der University of Rochester folgte 1979 das Master und 1983 der Ph.D. Dazwischen wirkte er dort auch als Lehrbeauftragter. Von 1983 bis 1990 lehrte Claudio Loderer an der Purdue University, zunächst als Assistant Professor und ab 1988 als Associate Professor. Zwischenzeitlich, von 1985 bis 1986, lehrte er als Gastprofessor auch an der University of Chicago.
1990 kehrte er in die Schweiz zurück und ist seither ordentlicher Professor für Finanzmanagement an der Universität Bern und Direktor des Instituts für Finanzmanagement. 2016 erfolgte die Emeritierung und Philip Valta wurde sein Nachfolger.
Darüber hinaus ist er Mitbegründer und Direktor der 1995 als Kooperation zwischen den Universitäten Rochester und Bern geschaffenen Rochester-Bern Executive Programms. Ferner war er Geschäftsleitungsmitglied der European Finance Association und ist Herausgeberbeirats-Mitglied verschiedener wissenschaftlicher Zeitschriften sowie Verwaltungsrats-Mitglied und Berater verschiedener Unternehmen, unter anderem zwischen 1997 und 2003 Mitglied im Verwaltungsrat der Privatbank Von Graffenried AG. Seit Februar 2011 ist Claudio Loderer zudem Managing Director des Swiss Finance Institute (SFI) sowie Deputy Director bei NCCR FINRISK.
Loderers Schwerpunkte in Forschung, Lehre und Beratung liegen unter anderem in den Bereichen Corporate Finance, Corporate Governance, Risikomanagement, Kapitalmärkte, Bewertung sowie Mergers & Acquisitions. Zu diesen Themen veröffentlichte er zahlreiche Artikel, Arbeitspapiere und Studien in verschiedenen internationalen Fachzeitschriften sowie das Lehrmittel und Nachschlagewerk Handbuch der Bewertung.
Claudio Loderer ist verheiratet und Vater von zwei Kindern. 

## Bücher
- Handbuch der Bewertung, Band 1: Praktische Methoden und Modelle zur Bewertung von Projekten, Unternehmen und Strategien, Claudio Loderer, Petra Jörg, Karl Pichler, Lukas Roth, Urs Wälchli, Pius Zgraggen, Verlag Neue Zürcher Zeitung, 5., vollständig überarbeitete Auflage 2010, ISBN 978-3-03823-563-7

- Handbuch der Bewertung, Band 2: Unternehmen, Claudio Loderer, Urs Wälchli, Verlag Neue Zürcher Zeitung, 5., vollständig überarbeitete Auflage 2010, ISBN 978-3-03823-623-8